# Lorenzo del Moro
Lorenzo del Moro (Florence, 16 décembre 1677 - Florence, 16 juillet 1735) est un peintre italien spécialisé en quadratura qui fut actif pendant la période rococo, principalement dans sa ville natale de Florence, . 

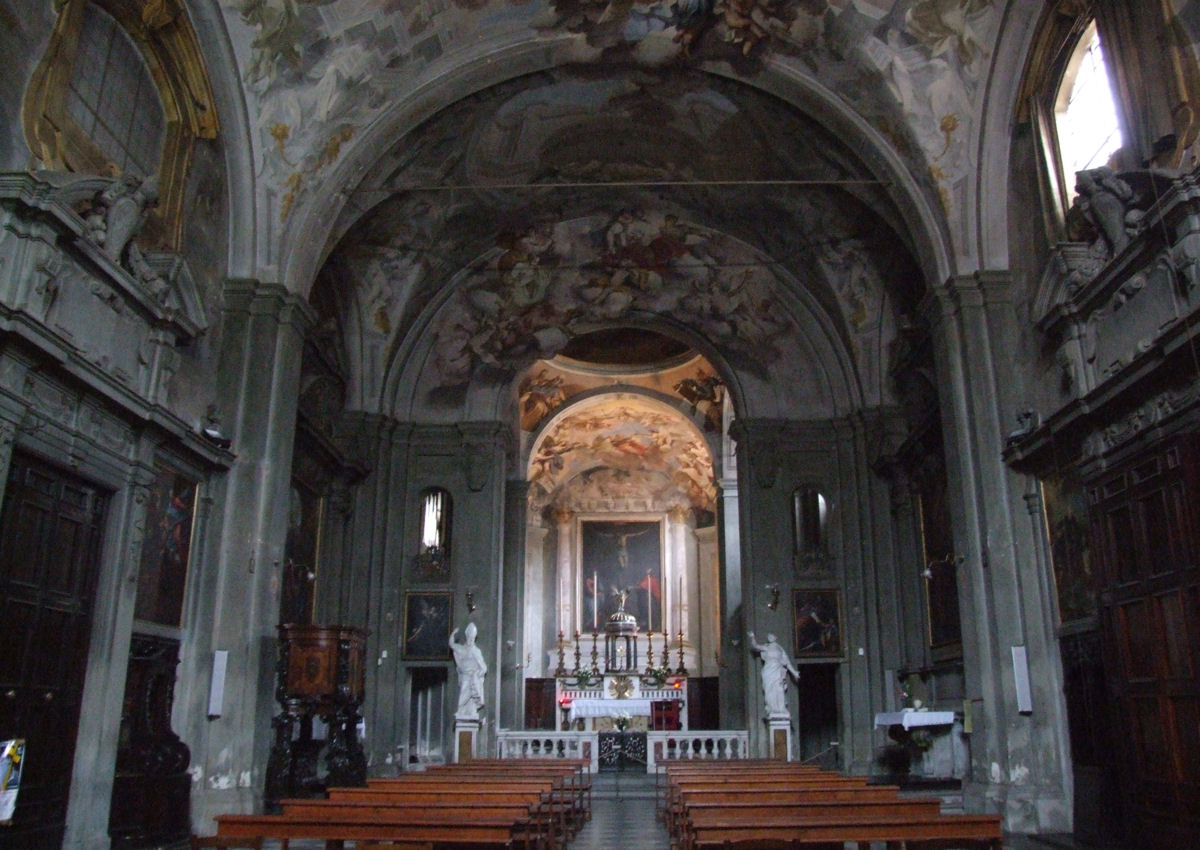
Fresques, plafond église San Filippo e Prospero, Pistoia.

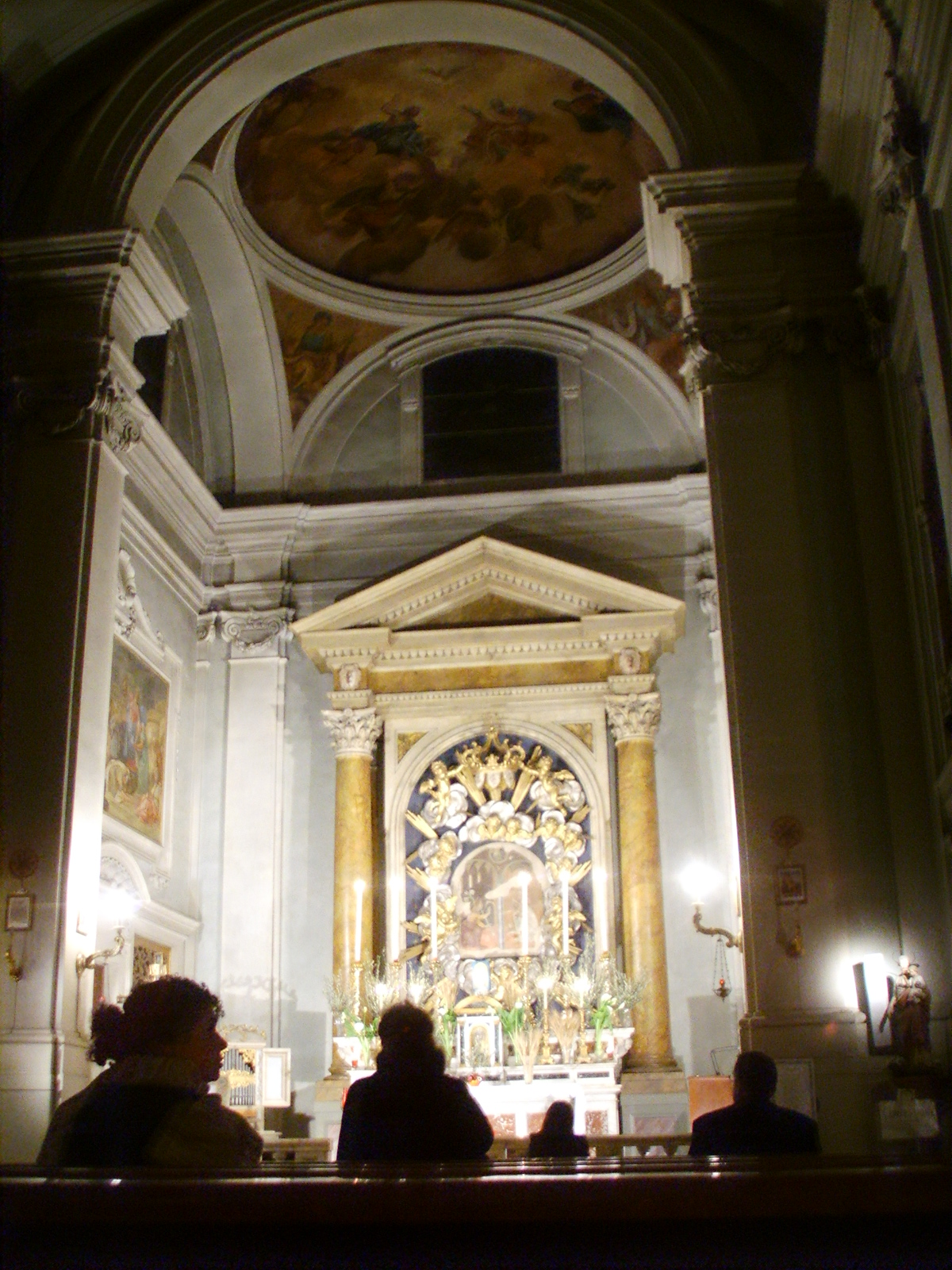
Assomption de la Vierge, église Santa Maria de' Ricci, Florence.

## Biographie
Lorenzo del Moro s'est formé auprès de son cousin Rinaldo Botti, a travaillé dans l'église San Domenico de Fiesole avec Matteo Bonechi et a collaboré avec Alessandro Gherardini à la décoration du sanctuaire Santa Verdiana (it) à Castelfiorentino. 
Avec Tommaso Redi, il a participé à la décoration de Palazzo Altoviti et de l'église Santa Margherita in Santa Maria dei Ricci (it). Il a également travaillé à la décoration du monastère de Santa Maria (it) à Rosano ainsi qu'à Pescia et Pistoia. 
Après 1716, il entreprit une série de travaux en collaboration avec Pietro Anderlini. Son fils est le peintre Giuseppe del Moro.

## Œuvres
- Fresque, plafond de l'église San Prospero e Filippo (it), Pistoia
- Assomption de la Vierge, église Santa Margherita in Santa Maria dei Ricci (it), Florence